# Kevin Spirtas
Kevin Blair Spirtas (ur. 29 lipca 1962 w St. Louis) – amerykański aktor filmowy, telewizyjny i teatralny, najlepiej znany jako Craig Wesley z opery mydlanej Dni naszego życia (Days of Our Lives).

## Życiorys

### Wczesne lata
Urodził się w Saint Louis w stanie Missouri w rodzinie żydowskiej jako syn Sandry i Arnolda Spirtasów. Jego ojciec prowadził firmę budowlaną (specjalizacja rozbiórki), a matka była lokalnym politykiem. Jego dwaj bracia, starszy Joel i młodszy Eric, zawodowo związali się z firmą ojca. Zainteresował się aktorstwem już w szkole średniej Ladue Horton Watkins High School.

### Kariera
W 1980 występował na scenie jako piosenkarz i tancerz w Palace Show w Six Flags. Finał serialu „One Step” sprawił, że Kevin stał się gwiazdą w St. Louis. Jako osiemnastolatek zadebiutował na Broadwayu pod pseudonimem Kevin Blair (pochodzącym od drugiego imienia) występował w roli Mike’a Costy w musicalu Chór (A Chorus Line) z muzyką Marvina Hamlischa.
Wkrótce wyjechał do Los Angeles i w latach 1984–1985 grał postać Toma Gallaghera w serialu Rituals z udziałem Petera Haskella, Ketty Lester, Kina Shrinera i George’a Lazenby. Następnie został zaangażowany do jednej z głównych ról w horrorze klasy „B” Wesa Cravena Wzgórza mają oczy II (The Hills Have Eyes Part II, 1985). Pod koniec lat 80. Spirtas wsławił się wśród światowych fanów podgatunku slasher jako Nick, bohater filmu grozy Piątek, trzynastego VII: Nowa krew (Friday the 13th Part VII: The New Blood, 1988), stający oko w oko z psychopatycznym mordercą Jasonem Voorheesem podczas weekendowego pobytu nad jeziorem Crystal. Od 2 listopada 1989 do 10 czerwca 1990 występował na deskach broadwayowskich jako Warren Sheffield w komedii muzycznej Spotkamy się w St. Louis (Meet Me in St. Louis). W 1996 otrzymał nagrodę Dramalogue Critics Award za rolę Nicka Brennera w chwalonej przez krytyków komedii End of the World Party w Los Angeles Celebration Theatre.
W ciągu kolejnych lat grywał w filmach kinowych i serialach telewizyjnych. Wystąpił jako Tim Burke w sześćdziesięciu pięciu odcinkach serialu New World Television Dolina lalek (Valley of the Dolls, 1994) z Sally Kirkland i Warrenem Burtonem. Pojawiał się na antenie stacji CBS w operze mydlanej Żar młodości (The Young and the Restless, 1997).
Jedną ze swoich najbardziej znanych kreacji stworzył w operze mydlanej NBC Dni naszego życia (Days of Our Lives, 1999-2009) jako doktor Craig Wesley, ambitny i bezwzględny chirurg, który potem objął stanowisku szefa personelu w szpitalu uniwersyteckim, a za rolę w 2000 był nominowany do nagrody Soap Opera Digest w kategorii „Najlepszy czarny charakter”.
W 2008 rola Jonasa Chamberlaina w serialu ABC Tylko jedno życie (One Life to Live) definitywnie uczyniła z niego aktora telewizyjnego. Występował także gościnnie w popularnych serialach, m.in. w V.I.P. i sitcomie NBC Przyjaciele (Friends). Był obsadzony w dwóch wąsko dystrybuowanych projektach o tematyce LGBT: Defying Gravity (1997) i Green Plaid Shirt (1997), a także grał mniejsze role w przebojach kinowych, w tym Uczeń szatana (Apt Pupil, 1998) Bryana Singera z Ianem McKellenem czy fantastycznonaukowym Daredevil (2003) z Benem Affleckiem i Colinem Farrellem.
Od 16 października 2003 do 12 września 2004 zastąpił Hugh Jackmana w roli Petera Allena w musicalu broadwayowskim Chłopiec z Oz (The Boy From Oz). W 2006 jako twórca musicalu nagrał album Night & Days. W 2010 był nominowany do nagrody Drama Desk i Tony Award za produkcję sztuki Finian's Rainbow w kategorii „wybitne odrodzenie musicalu”. W 2017 zdobył Tony Award za produkcję musicalu Dear Evan Hansen w kategorii „najlepszy musical”.

## Życie prywatne
Jest osobą homoseksualną. W książce Crystal Lake Memories, powstałej jako dokument o serii Piątek, trzynastego, członkowie obsady siódmej części cyklu grozy nazywają go otwarcie gejem.

## Filmografia

### Filmy fabularne
- 1985: Wzgórza mają oczy II (The Hills Have Eyes Part II) jako Roy
- 1988: Piątek, trzynastego VII: Nowa krew (Friday the 13th Part VII: The New Blood) jako Nick
- 1993: Podgatunek 2: Krwawnik (Bloodstone: Subspecies II) jako Mel
- 1994: Bloodlust: Subspecies III jako Mel
- 1995: Gniew aniołów (Raging Angels) jako Zealot
- 1996: Who Killed Buddy Blue? jako Brad Caesar
- 1996: Memory Denied It jako Michael
- 1997: Striking Resemblance jako Michael/Mitchell
- 1997: Swatka (A Match Made in Heaven) jako Bruce
- 1997: Green Plaid Shirt jako Guy
- 1997: Defying Gravity jako barman
- 1998: Uczeń Szatana (Apt Pupil) jako paramedyk
- 1998: Subspecies 4: Bloodstorm jako Mel (retrospekcje; poza czołówką)
- 1999: Embrace the Darkness jako Galen
- 2001: God's Helper jako Dwight
- 2003: Daredevil jako prawnik
- 2005: Horror High jako podporucznik Hellstrom
- 2009: Albino Farm jako ksiądz
- 2009: His Name Was Jason: 30 Years of Friday the 13th jako on sam
- 2013: Crystal Lake Memories: The Complete History of Friday the 13th jako on sam

### Seriale TV
- 1984–1985: Rituals jako Tom Gallagher
- 1986: The Facts of Life jako Doug
- 1989: Zagubiony w czasie (Quantum Leap) jako Bob Thompson
- 1994: Dolina lalek (Valley of the Dolls) jako Tim Burke
- 1995: Jedwabne pończoszki (Silk Stalkings) jako Steven Kincade
- 1997: Świat według Bundych (Married with Children) jako instruktor
- 1997: Fired Up jako John (serial TV)
- 1997: Żar młodości (The Young and the Restless) jako Les
- 1999–2003: Dni naszego życia (Days of Our Lives) jako doktor Craig Wesley
- 1999: Gorączka w mieście (L.A. Heat) jako agent Ryan Davis
- 2000: Przyjaciele (Friends) jako doktor Wesley
- 2000: V.I.P. jako pan Groom
- 2001: Love Bytes jako Jesus
- 2008: Tylko jedno życie (One Life to Live)jako Jonas Chamberlain
- 2012−2013: Hustling jako Joel

### Bry komputerowe
- 1996: Voyeur II jako Colin (głos)